# سن مارکوس (کالیفرنیا)
سان مارکوس (به انگلیسی: San Marcos) شهری در شهرستان سن دیه‌گو، کالیفرنیا ایالت کالیفرنیا است که در سرشماری سال ۲۰۱۰ میلادی، ۸۳۷۸۱ نفر جمعیت داشته است.